# M46 (疏散星團)
梅西耶46或M46，也稱為NGC 2437，是在船尾座的一個疏散星團。它於1771年被梅西耶發現，Dreyer描述它是"非常明亮、非常豐富、非常大"。M46距離地球大約4,920 光年，估計有約500顆恆星，總質量大約是453 M☉，年齡大約是2億5120萬年。
星團的潮汐半徑是37.8 ± 4.6 ly（11.6 ± 1.4 pc），核半徑是8.5 ± 1.3 ly（2.6 ± 0.4 pc）。它在紅外空間上比可見光有更大的空間擴展，表明這個星團正在經歷一些質量區隔，較黯淡（較紅）的恆星遷移至暈區。由於過去的交互作用，向南和西南延伸的黯淡恆星可能會形成潮汐尾。
行星狀星雲NGC 2438似乎在集團內靠近星團北側的邊緣（影像頂部中心模糊的斑點），但因為徑向速度與星團的其他成員不同，因此可能與星團無關。這是可能與NGC 2818類似，是一個疊加的範例。
另一方面，使雙極性的葫蘆星雲發光的恆星與M46有著相同的徑向速度和自行，還有相同的距離，因此是這個疏散星團真正的成員。
M46鄰近另一個疏散星團梅西耶 47。在天球上，M46在M47東方約一度，因此在雙筒望遠鏡或廣角的天文望遠鏡的視野中可以同時看見這兩個疏散星團。

## 外部連結
- Messier 46, SEDS Messier pages （页面存档备份，存于）
- Messier 46, Amateur Astronomer Image – Waid Obseratory （页面存档备份，存于）
- Dark Atmospheres Photography – M46 w/ NGC 2438 detail （页面存档备份，存于）
- NASA Astronomy Picture of the Day: M46 and NGC 2438: Young and Old (5 March 1999)
- NASA Astronomy Picture of the Day: Stars Young and Old (26 March 2009) - featuring M46
- NASA Astronomy Picture of the Day: M64 Plus Two (17 April 2015)
- WikiSky上关于M46 (疏散星團)的内容：DSS2, SDSS, GALEX, IRAS, 氢α, X射线, 天文照片, 天图, 文章和图片